# Taterillus gracilis
Taterillus gracilis é uma espécie de roedor da família Muridae.
Pode ser encontrada nos seguintes países: Burkina Faso, Chade, Costa do Marfim, Gâmbia, Gana, Guiné, Mali, Níger, Nigéria, Senegal, Togo e possivelmente Camarões.
Os seus habitats naturais são: savanas áridas, terras aráveis, pastagens e jardins rurais.